# Lev Averbuh
Lev Averbuh (n. 1 septembrie 1913, Chișinău - d. 4 ianuarie 1981, Chișinău) a fost un sculptor din Republica Moldova.

## Biografie
A absolvit Școala de Arte Plastice I.Repin din Chișinău (1948). S-a manifestat în domeniul sculpturii și al portretului. Cele mai cunoscute lucrări sculpturale - Primăvara (1960), Ciobanul (1967), E.Sârbu, fiica codrului (1968); busturile lui N.Milescu-Spătaru și Ion Creangă, instalate pe Aleea Clasicilor din Chișinău; portretele zidarului V.Smirnov, strungarului C.Cernâșov, comsomolistei M.Madan (1949-'51) ș.a.